# Scriptaphyosemion
Scriptaphyosemion es un género de peces de agua dulce de la familia notobránquidos en el orden de los ciprinodontiformes, que se distribuyen por ríos de África.

## Hábitat
Viven en ríos y arroyos de la sabana boscosa y en estanques y pantanos de la selva costera del oeste africano.

## Especies
Se conocen una docena de especies válidas en este género:
- Scriptaphyosemion banforense (Seegers, 1982)
- Scriptaphyosemion bertholdi (Roloff, 1965)
- Scriptaphyosemion brueningi (Roloff, 1971)
- Scriptaphyosemion cauveti (Romand y Ozouf-Costaz, 1995)
- Scriptaphyosemion chaytori (Roloff, 1971)
- Scriptaphyosemion etzeli (Berkenkamp, 1979)
- Scriptaphyosemion fredrodi (Vandersmissen, Etzel y Berkenkamp, 1980)
- Scriptaphyosemion geryi (Lambert, 1958)
- Scriptaphyosemion guignardi (Romand, 1981)
- Scriptaphyosemion liberiense (Boulenger, 1908)
- Scriptaphyosemion roloffi (Roloff, 1936)
- Scriptaphyosemion schmitti (Romand, 1979)
- Scriptaphyosemion wieseae Sonnenberg y Busch, 2012